# بورت ألكسندر
بورت ألكسندر (بالإنجليزية: Port Alexander, Alaska)‏ هي مدينة تقع في ولاية ألاسكا في الولايات المتحدة. تبلغ مساحة هذه المدينة 39 (كم²)، وترتفع عن سطح البحر 13 م، بلغ عدد سكانها 81 نسمة في عام 2010 حسب إحصاء مكتب تعداد الولايات المتحدة.

## وصلات خارجية
- Community Information